# Vaccinium apricum
Vaccinium apricum är en ljungväxtart som beskrevs av Fletcher. Vaccinium apricum ingår i Blåbärssläktet, och familjen ljungväxter. Inga underarter finns listade i Catalogue of Life.